# Gyrinus (Neogyrinus)
Gyrinus (Neogyrinus) – podrodzaj wodnych chrząszczy z rodziny krętakowatych i podrodziny Gyrininae.

## Taksonomia
Takson opisany został w 1925 roku przez Melville’a H. Hatcha.

## Rozprzestrzenienie
Przedstawiciele tego podrodzaju zamieszkują południową Amerykę Północną i Amerykę Południową.

## Systematyka
Podrodzaj ten obejmuje gatunki:
- Gyrinus amazonicus Ochs, 1958
- Gyrinus chalybaeus Perty, 1830
- Gyrinus crassus Aubé, 1838
- Gyrinus gibbus Aubé, 1838
- Gyrinus luederwaldti Zimmermann, 1923
- Gyrinus ovatus Aubé, 1838
- Gyrinus racenisi Ochs, 1953
- Gyrinus rozei Ochs, 1953
- Gyrinus schneideri Ochs, 1956
- Gyrinus siolii Ochs, 1958
- Gyrinus violaceus Régimbart, 1883